# 宝泉
宝泉，與寶泉是位於台灣台中市豐原區的糕餅甜點業者，糕餅甜點技術包括傳統中國漢式，日本和菓子與歐美西方糕餅甜點技術，傳承的後代在台灣多個縣市開枝散葉設立新品牌、新公司與分店據點。

## 歷史
台灣台中豐原與鄰近的神岡地區自日本時代就有台灣糕餅師傅製作漢式糕餅，並同時學習和式洋菓子與西式糕餅技術，因此發展出樣式與口味不同的糕餅店家，豐原地區便有糕餅之鄉別稱。身處糕餅之鄉的陳允1908年開始在豐原市區三角街仔一帶販賣糕餅，陳允之子陳金泉繼承父業每日背負糕餅前往東勢地區卓蘭街叫賣。
1940年，陳金泉遠赴日本學習製作麻糬的方法與技術，在東京開始賣起「大福麻糬」，在大福麻糬銷售有成後於1943年春天在東京成立「宝泉製菓本舖」，所製作的「御丹波」在日本和菓子大賞中獲得日本天皇賞。
1975年，臺灣宝泉本店成立於臺中市豐原區。1976年，第三代老闆陳增雄成立宝泉，因為傳統月餅分量偏大顧客食用不便，以日式烘焙技術研發以白鳳豆取代傳統綠豆等原料為內餡的「宝泉小月餅」。
2013年留學日本的第四代陳坤宏在台中市中區自由路二段36號創設陳允寶泉食品。
2016年9月25日，寶泉第四代繼承人陳孟君於臺中市豐原區豐勢路一段468號，成立豐原第一家糕餅DIY工廠「宝泉甘味手造所」，提供消費者全新的餅食文化與享受。

## 店名
宝泉命名的第一個字是因日本人喜愛「宝」字，第二個字泉取自創辦人陳金泉的「泉」字，另外「泉」和「錢」在日語發音也相同，製作糕餅搗製麻糬時，石臼裡的麻糬也像泉水般不停湧出，因此取名為宝泉。

## 產品
和菓子、小月餅、蛋糕、麵包等。

## 外部連結
- 宝泉食品-小月餅創始店｜台中伴手禮 官方網站（页面存档备份，存于）
- 宝泉百年餅舖的Facebook專頁
- 陳允寶泉食品 （页面存档备份，存于）
- 宝泉（寶泉） 甘味手造所的Facebook專頁